# Afrikaans boomschubdier
Het Afrikaanse boomschubdier of witbuikschubdier (Phataginus tricuspis, voorheen Manis tricuspis) is een schubdier dat in de laaglandregenwouden van Afrika voorkomt. Hij is volledig aangepast voor het leven in de bomen doordat hij met het onbeschubde uiteinde van zijn staart takken kan vastgrijpen.

## Kenmerken
Hij is tot 45 cm lang en zijn staart kan tot 60 cm lang worden. Hij weegt 3 kg.
Het Afrikaanse boomschubdier is bedekt met hoornige schubben die dienstdoen als harnas en hem beschermen tegen vijanden. Het boomschubdier gebruikt zijn lange staart als extra hand om zich aan de takken vast te grijpen. Zijn greep is zo sterk dat hij zelfs alleen aan het puntje van zijn staart aan een tak kan hangen. Hij eet mieren en termieten. Met zijn sterke voorpoten maakt hij hun nesten open en likt de insecten met zijn lange tong op.
Het is een nachtdier dat overdag slaapt in een boomholte of tussen lianen.
Hij heeft drie verwante soorten schubdieren (Manidae) in Afrika en vier in Azië.